# Sabik
Sabik eller Eta Ophiuchi (η Ophiuchi, förkortat Eta Oph, η Oph) som är stjärnans Bayerbeteckning, är en dubbelstjärna belägen i den södra delen av stjärnbilden Ormbäraren. Den har en kombinerad skenbar magnitud på 2,43, är klart synlig för blotta ögat och den näst ljusaste stjärnan i stjärnbilden. Baserat på parallaxmätning inom Hipparcosuppdraget på ca 36,9 mas, beräknas den befinna sig på ett avstånd av ca 88 ljusår (27 parsek) från solen.

## Nomenklatur
Eta Ophiuchi har det traditionella namnet Sabik. År 2016 organiserade Internationella astronomiska unionen en arbetsgrupp för stjärnnamn (WGSN) med uppgift att katalogisera och standardisera riktiga namn för stjärnor. WGSN fastställde namnet Sabik för denna stjärna den 21 augusti 2016, som nu är inskriven i IAU:s Catalog of Star Names.

## Egenskaper
Sabik är en blåvit stjärna i huvudserien av spektralklass AI IV. Den har en massa som är ca 3 gånger solens massa och en uppskattad radie som är ca 3,3 gånger större än solens. Den utsänder från dess fotosfär 17 gånger mera energi än solen vid en effektiv temperatur på ca 8  900 K.
Sabik är en dubbelstjärna som kräver avancerade teknik för att kunna upplösas. Primärstjärnan, Eta Ophiuchi A, är endst en aning större och varmare än sin följeslagare. Individuellt är båda stjärnorna ganska oansenliga huvudseriestjärnor av klass A, men som ett par dubbelstjärnor är de ovanliga. De kretsar kring ett gemensamt centrum i ett nära och mycket elliptiskt omlopp, vilket gör en planetformation osannolik i detta system.